# Poecilarcys
Poecilarcys là một chi nhện trong họ Araneidae.